# Schmalblättrige Zinnie

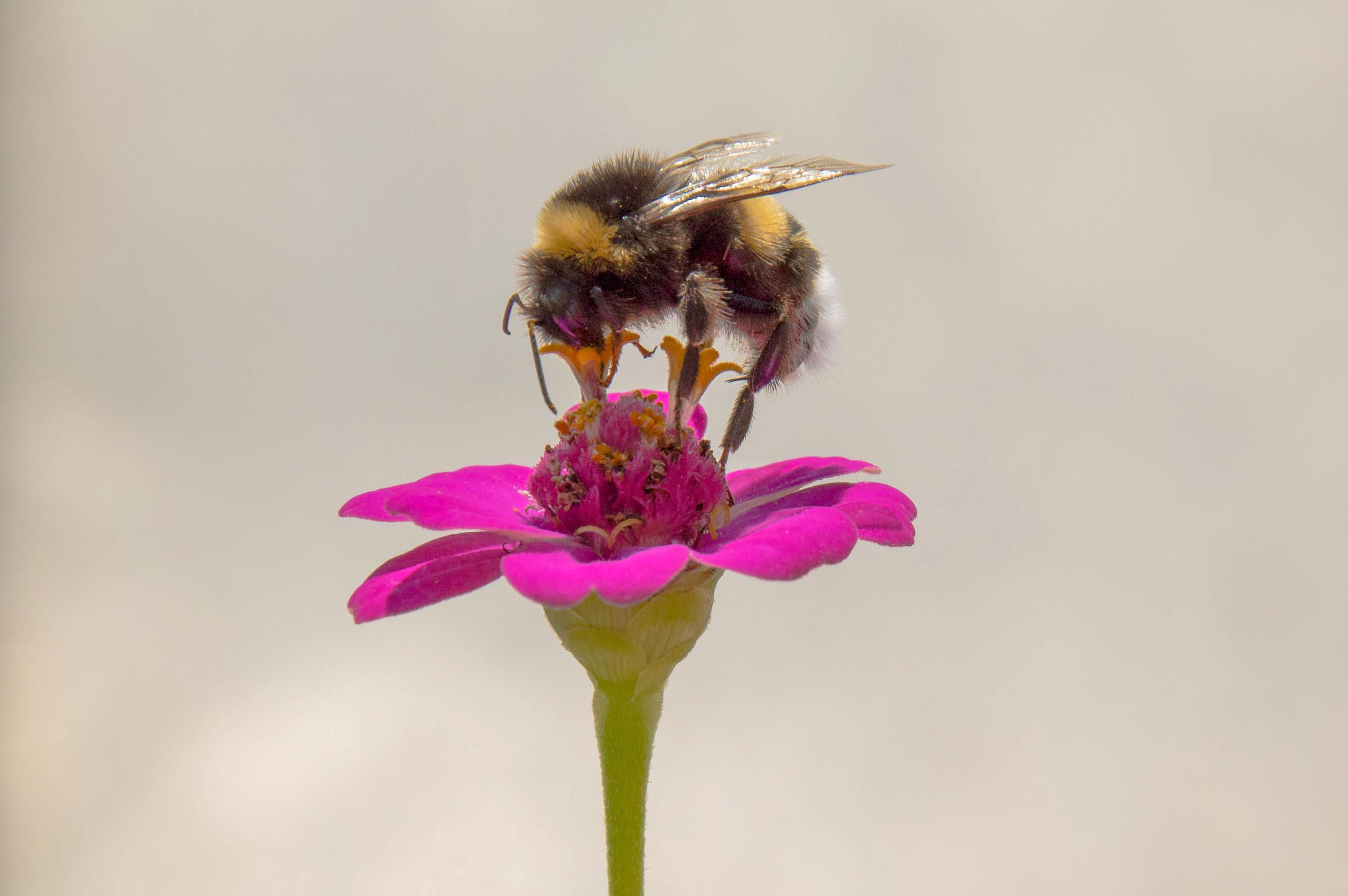
Eine Hummel beim Sammeln von Nektar und Pollen auf der Blüte einer Schmalblättrigen Zinnie

Die Schmalblättrige Zinnie (Zinnia angustifolia) ist eine Pflanzenart aus der Gattung der Zinnien (Zinnia) in der Familie der Korbblütler (Asteraceae).

## Merkmale
Die Schmalblättrige Zinnie ist eine einjährige Pflanze, die Wuchshöhen von 25 bis 40 Zentimeter erreicht. Die Blätter sind lineal-lanzettlich, messen 20 bis 70 × 4 bis 8 Millimeter und sind ungefähr siebenmal so lang wie breit. Die Blütenköpfe haben einen Durchmesser von 3,5 bis 5 Zentimeter. Die schwarzroten Scheibenblüten haben kahle Zipfel und dicke, stumpfe und zurückgebogene Spitzen. Die Strahlenblüten sind orangegelb mit gelbem Mittelstreifen. Die Frucht weist eine Granne auf.
Die Blütezeit reicht von Juli bis September.
Die Chromosomenzahl beträgt 2n = 22.

## Vorkommen
Die Schmalblättrige Zinnie kommt im nördlichen und westlichen Mexikanischen Hochland auf Weiden vor. Auf Hispaniola ist die Art ein Neophyt.

## Systematik
Man kann zwei Varietäten unterscheiden:
- Zinnia angustifolia var. angustifolia: Sie kommt in den mexikanischen Bundesstaaten Chihuahua, Durango, San Luis Potosí, Sinaloa, Sonora, Zacatecas, Aguascalientes, Guanajuato, Jalisco, Michoacan und Nayarit vor.[2]
- Zinnia angustifolia var. greggii (B.L. Rob. & Greenm.) McVaugh: Sie kommt in den mexikanischen Bundesstaaten Durango, Sinaloa, Jalisco, Michoacan und Nayarit vor.[2]

## Synonyme
- Zinnia angustifolia Kunth hat das Synonym Zinnia linearis Benth.

## Nutzung
Die Schmalblättrige Zinnie wird zerstreut als Zierpflanze für Sommerblumenbeete und Rabatten sowie als Schnittblume genutzt. Sie ist seit spätestens 1887 in Kultur. Es gibt einige Sorten.